# Pussay
Pussay és un municipi francès, situat al departament de l'Essonne i a la regió de Illa de França. L'any 2007 tenia 1.790 habitants.
Forma part del cantó d'Étampes, del districte d'Étampes i de la Comunitat d'aglomeració de l'Étampois Sud-Essonne.

## Demografia

### Població
El 2007 la població de fet de Pussay era de 1.790 persones. Hi havia 706 famílies, de les quals 213 eren unipersonals (118 homes vivint sols i 95 dones vivint soles), 197 parelles sense fills, 247 parelles amb fills i 49 famílies monoparentals amb fills.
La població ha evolucionat segons el següent gràfic:
Habitants censats

### Habitatges
El 2007 hi havia 817 habitatges, 730 eren l'habitatge principal de la família, 23 eren segones residències i 63 estaven desocupats. 615 eren cases i 201 eren apartaments. Dels 730 habitatges principals, 543 estaven ocupats pels seus propietaris, 178 estaven llogats i ocupats pels llogaters i 9 estaven cedits a títol gratuït; 17 tenien una cambra, 79 en tenien dues, 138 en tenien tres, 216 en tenien quatre i 281 en tenien cinc o més. 534 habitatges disposaven pel capbaix d'una plaça de pàrquing. A 351 habitatges hi havia un automòbil i a 297 n'hi havia dos o més.

### Piràmide de població
La piràmide de població per edats i sexe el 2009 era:
| Homes | Edats   | Dones |
| ----- | ------- | ----- |
| 0     | 95 o +  | 8     |
| 12    | 90 a 94 | 4     |
| 8     | 85 a 89 | 28    |
| 8     | 80 a 84 | 24    |
| 24    | 75 a 79 | 28    |
| 40    | 70 a 74 | 56    |
| 56    | 65 a 69 | 36    |
| 28    | 60 a 64 | 28    |
| 28    | 55 a 59 | 40    |
| 56    | 50 a 54 | 20    |
| 72    | 45 a 49 | 68    |
| 64    | 40 a 44 | 52    |
| 76    | 35 a 39 | 100   |
| 56    | 30 a 34 | 60    |
| 68    | 25 a 29 | 68    |
| 28    | 20 a 24 | 40    |
| 76    | 15 a 19 | 32    |
| 68    | 10 a 14 | 60    |
| 56    | 5 a 9   | 56    |
| 36    | 0 a 4   | 52    |

## Economia
El 2007 la població en edat de treballar era de 1.115 persones, 863 eren actives i 252 eren inactives. De les 863 persones actives 806 estaven ocupades (437 homes i 369 dones) i 57 estaven aturades (28 homes i 29 dones). De les 252 persones inactives 92 estaven jubilades, 87 estaven estudiant i 73 estaven classificades com a «altres inactius».

### Ingressos
El 2009 a Pussay hi havia 779 unitats fiscals que integraven 1.883,5 persones, la mediana anual d'ingressos fiscals per persona era de 19.557 €.

### Activitats econòmiques
Dels 63 establiments que hi havia el 2007, 2 eren d'empreses alimentàries, 3 d'empreses de fabricació d'altres productes industrials, 11 d'empreses de construcció, 13 d'empreses de comerç i reparació d'automòbils, 4 d'empreses de transport, 3 d'empreses d'hostatgeria i restauració, 2 d'empreses d'informació i comunicació, 3 d'empreses financeres, 2 d'empreses de serveis, 13 d'entitats de l'administració pública i 7 d'empreses classificades com a «altres activitats de serveis».
Dels 20 establiments de servei als particulars que hi havia el 2009, 1 era una oficina de correu, 3 tallers de reparació d'automòbils i de material agrícola, 1 paleta, 3 guixaires pintors, 1 fusteria, 2 lampisteries, 3 electricistes, 3 perruqueries, 1 restaurant i 2 agències immobiliàries.
Dels 5 establiments comercials que hi havia el 2009, 1 era una botiga de més de 120 m², 2 fleques, 1 una carnisseria i 1 una botiga de material de revestiment de parets i terra.
L'any 2000 a Pussay hi havia 8 explotacions agrícoles que ocupaven un total de 1.040 hectàrees.

## Equipaments sanitaris i escolars
L'únic equipament sanitari que hi havia el 2009 era una farmàcia.
El 2009 hi havia 1 escola maternal i 2 escoles elementals.

## Poblacions més properes
El següent diagrama mostra les poblacions més properes.